# موسیقی متن شماره ۲
موسیقی متن شماره ۲ (کره‌ای: 사운드트랙 #2؛ انگلیسی: Soundtrack #2) یک مجموعه اینترنتی محصول کره جنوبی سال ۲۰۲۳ به نویسندگی جونگ هه سونگ و کارگردانی چوی جونگ کیو و کیم هی وون است. این مجموعه توسط رد ناین پیکچرز و Xanadu Entertainment تولید شده و با بازی نو سانگ هیون، کوم سه روک و سون جونگ هیوک است. موسیقی متن شماره ۲ از ۶ تا ۲۰ دسامبر ۲۰۲۳ در دیزنی پلاس در مناطق منتخب منتشر شد.
این مجموعه دنباله غیرمستقیم موسیقی متن شماره ۱ است که در سال ۲۰۲۲ منتشر شد. با اینحال داستان کاملاً متفاوتی را روایت می‌کند.